# Torre de Vetera
La Torre de Vetera, o Torre del Coll de la Porta, és una torre de guaita i de senyals medieval, situada en un turó a l'est del Puig de l'Estela i propera a la zona de Vetera, seu d'antigues mines, al límit de les comunes de Sant Marçal, al Rosselló, i Cortsaví, al Vallespir, molt a prop del triterme d'aquestes dues comunes amb la de la Bastida, també del Rosselló.
Està situada al cim d'una línia de cresta descendent del costat oriental del Canigó que passa pel Puig de l'Estela. A 1.450 metres sobre el nivell del mar, té unes impressionants vistes sobre l'Albera, el Comanegra i Serrallonga al sud, la plana del Rosselló i l'estany de Leucata a l'est i el Conflent al nord. Es troba també al costat d'una antiga via romana que puja des de la plana costanera, a l'est.

## Toponímia

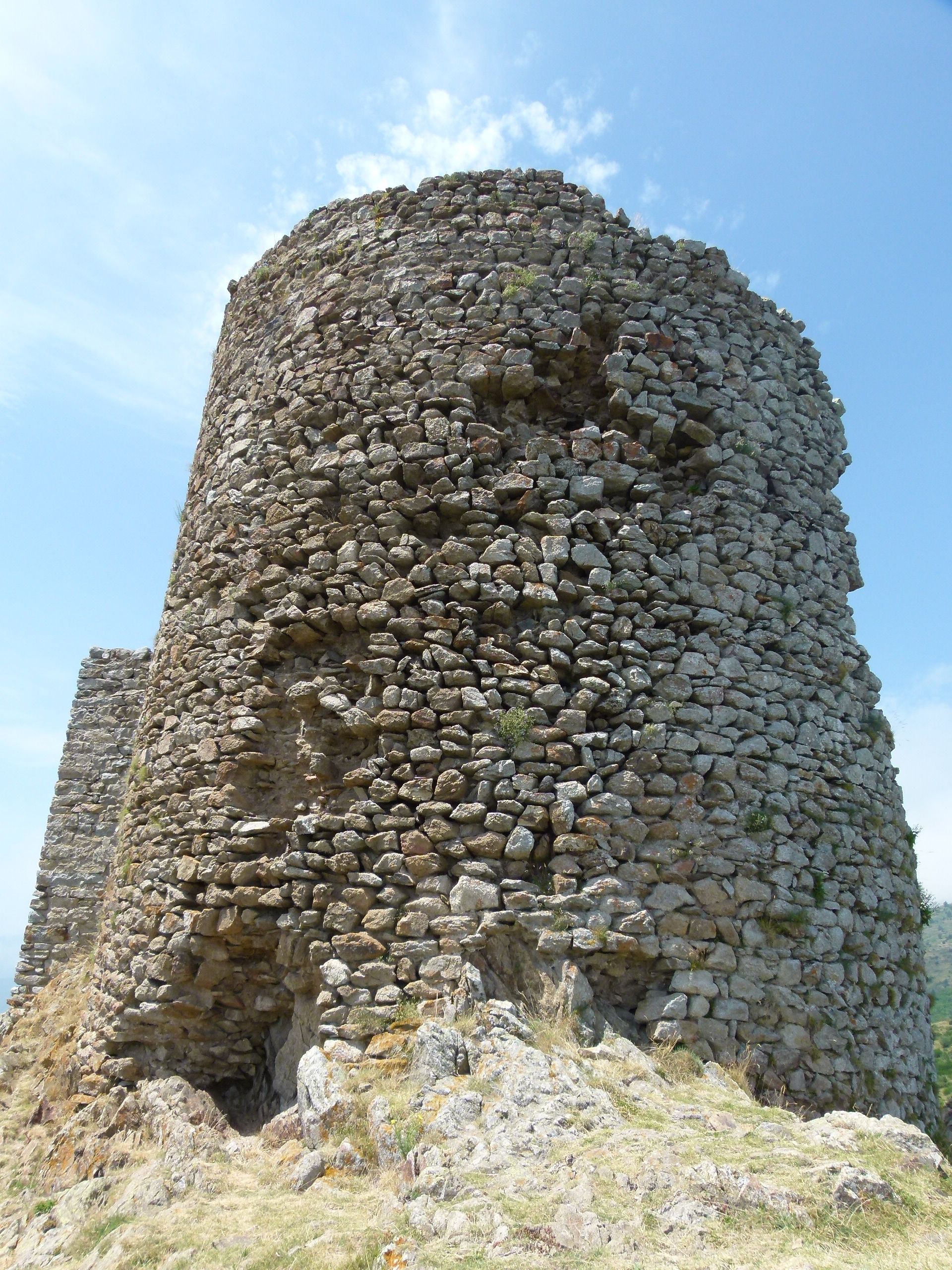
Costat est de la Torre de Vetera

Vetera és un indret del municipi de Cortsaví (Vallespir) corresponent al vessant sud del Puig de l'Estela. El nom consta ja en el segle xv. Prové de la unió del nom avet i el sufix llatí -aria (lloc), és a dir, avetària, lloc on hi ha molts avets, o bosc d'avets. En francès es va adaptar com a Batère. Antigament també se l'anomenava Torre de la Porta, perquè custodiava el port o coll que uneix les valls del Conflent (al nord) i el Vallespir (al sud).

## Descripció
En un turó a l'est d'un coll, a 1.439 metres d'altitud, està emplaçada a la carena que fa de límit entre el Vallespir i el Rosselló, apartada de les grans vies, i és termenal entre Cortsaví (municipi al qual pertany), i Sant Marçal (Rosselló). Hom hi pot accedir per la pista que uneix Cortsaví i Vallmanya. La torre té forma circular, i fa 4 metres i mig de diàmetre interior. Originalment constava de dos pisos, coberts amb voltes de pedra, però -enrunada- només en roman un en l'actualitat; una xemeneia i una cisterna contribuïen a fer-la habitable.
La torre de Vetera acomplia un doble funció: feia tasques de vigilància del territori, i a més també formava part d'un sistema de transmissió de senyals que es feia mitjançant senyals lumíniques (foc a la nit) a la part superior. Això li permetia (juntament amb la torre de Cos) connectar Cortsaví amb els castells de Mollet (Montferrer) i de Cabrenç (Serrallonga).

## Arquitectura

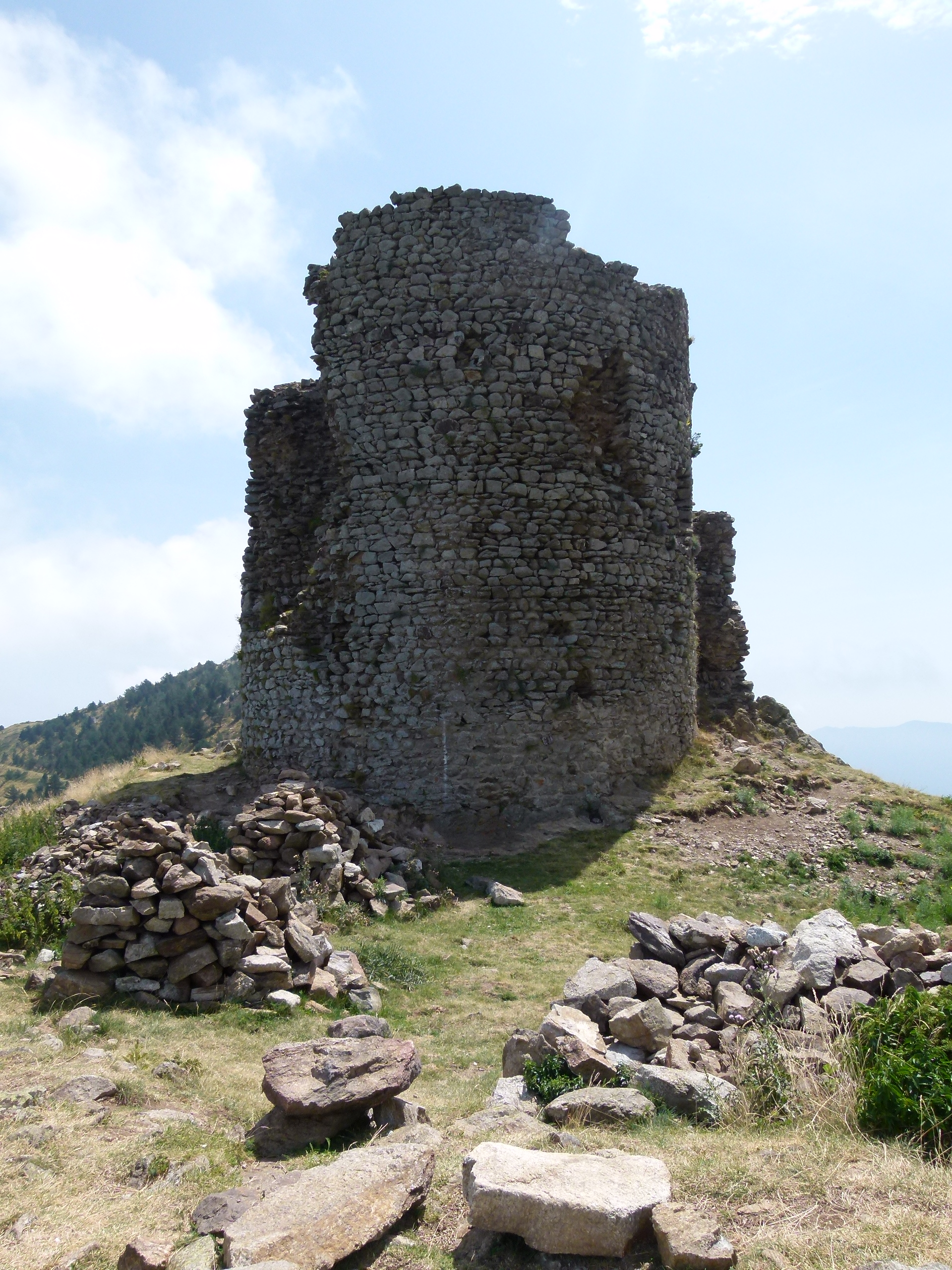
Costat oest de la Torre de Vetera. Pedres de la restauració

Com moltes de les torres de senyals de la Catalunya del Nord, Vetera és una torre de planta circular. Té uns murs d'uns 3 metres d'ample. Sota terra presenta una cisterna per a recollir l'aigua de pluja amb una cúpula actualment enfonsada. La sala interior fa un diàmetre de 4,5 m i una superfície de 15,90 m². Una obertura en la seva cara nord permet l'entrada de llum. La porta d'entrada es troba a uns 3 m d'altura i s'hi podia accedir a través d'una escala des del peu de l'edifici. S'observen les traces d'una antiga xemeneia. Una altra escala, feta dins el costat interior del mur, comunica amb el pis superior.
Vetera és un exemple de les torres de guaita de la regió, i fa palès que en poc temps es van construir a la regió diverses torres seguint un mateix pla general. Dins d'aquest comú denominador trobem algunes variacions: algunes són més altes que Vetera (20 m per a la Torre de Castell Rosselló, 19 per a la de la Maçana, 17 per al Far de Madeloc, 12 per a la Torre de Mir), de murs més gruixuts, o més grosses. A vegades, com per exemple la Torre del Far, es pot veure la canalització en els murs interiors que alimenta la cisterna d'aigües pluvials. Algunes conserven els dos pisos, la sala d'armes i el dormitori en el pis superior, comunicats per una escala en el mur interior. També n'hi ha que tenen espitlleres per a assegurar l'enllumenat natural interior i la defensa. Hi ha torres coronades amb parapets emmerletats sobre matacans (El Far, Maçana) i d'altres no, sense poder saber si aquestes darreres en van tenir mai o els van perdre. Algunes estan dotades d'una base o d'un camí de ronda al peu de la torre (Mir, el Far, Goa, Cortsaví).

## Accés
S'hi pot accedir fàcilment des de Cortsaví seguint la carretera D43 fins al coll de la Descarga, poc abans del refugi de Vetera. Tot seguit cal seguir una pista durant uns centenars de metres. També s'hi pot arribar des del Conflent o des del Rosselló per una pista des de Vallmanya, la Bastida o Sant Marçal.

## Galeria

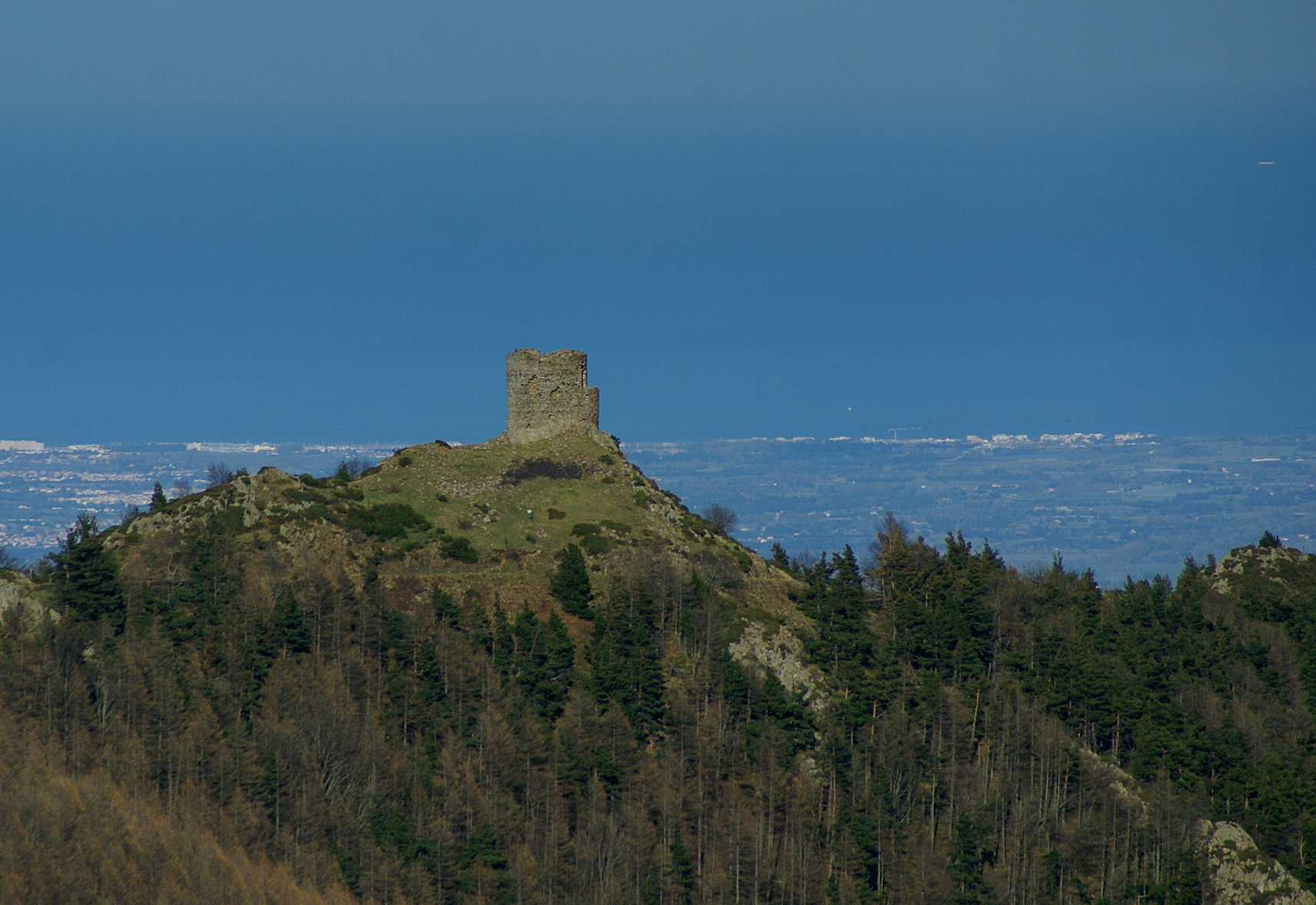
La torre i, a distància, les platges del Rosselló
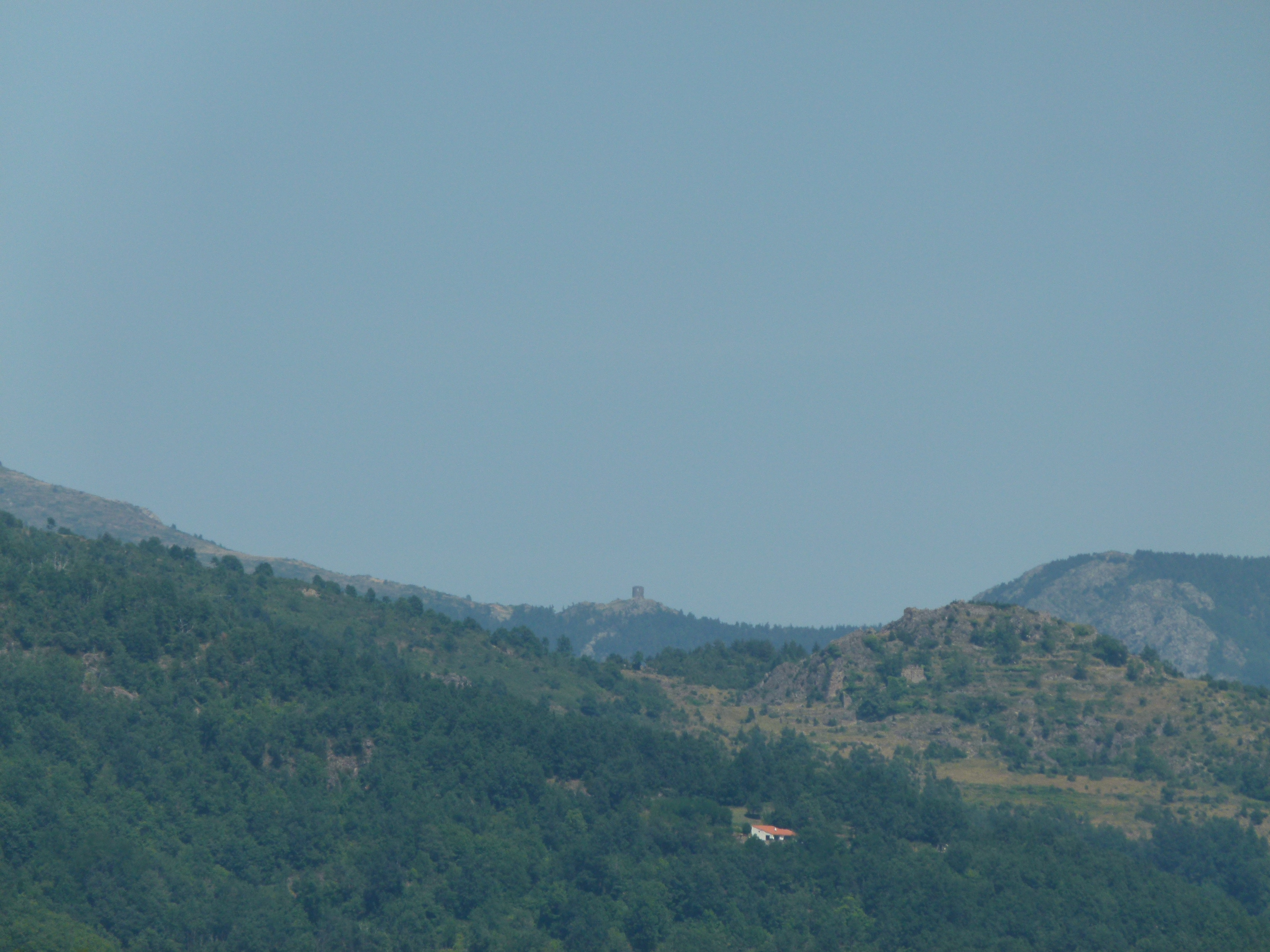
La torre vista des de Serrallonga
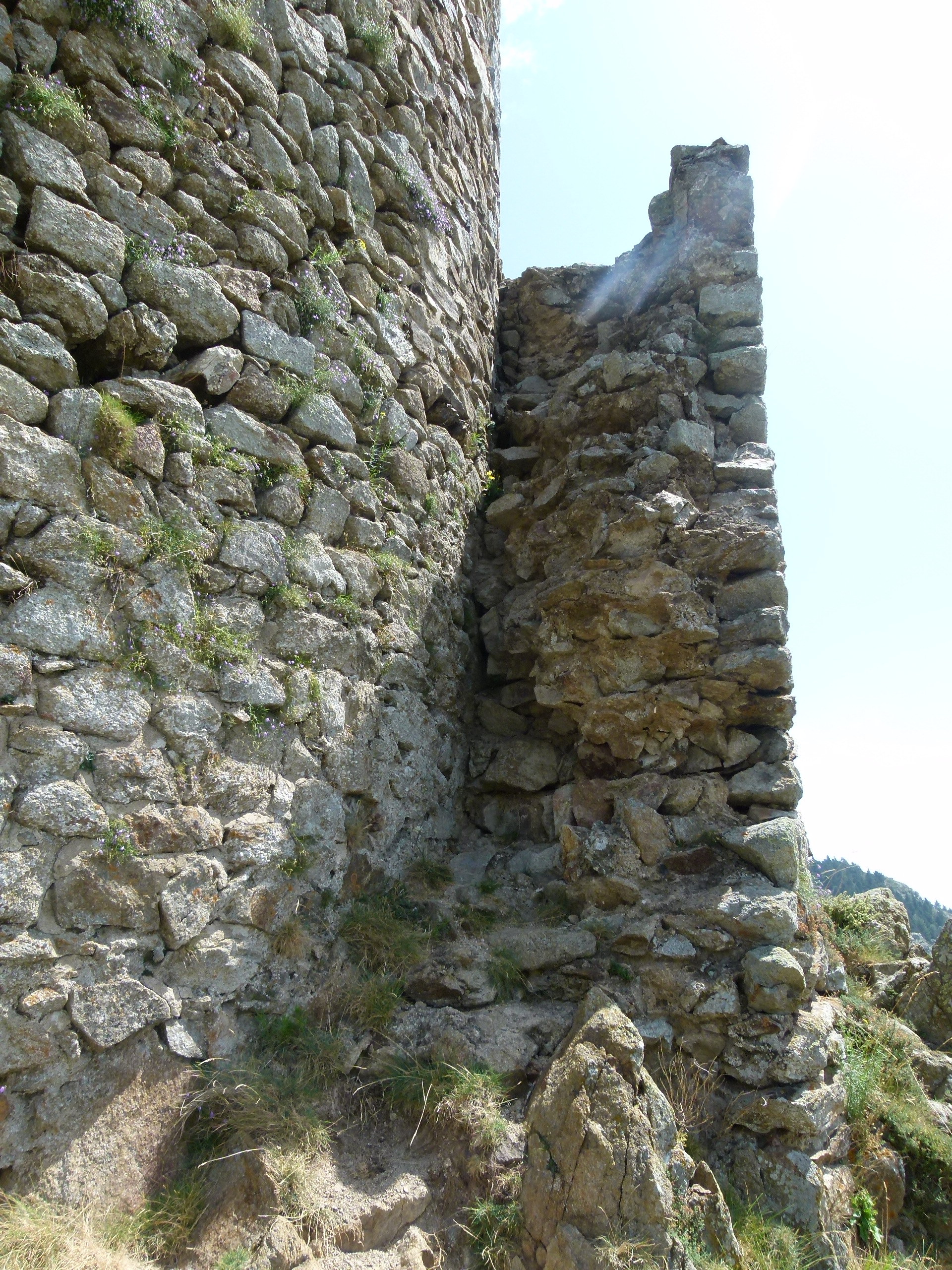
Estructura de les escales que porten a la porta de la primera planta
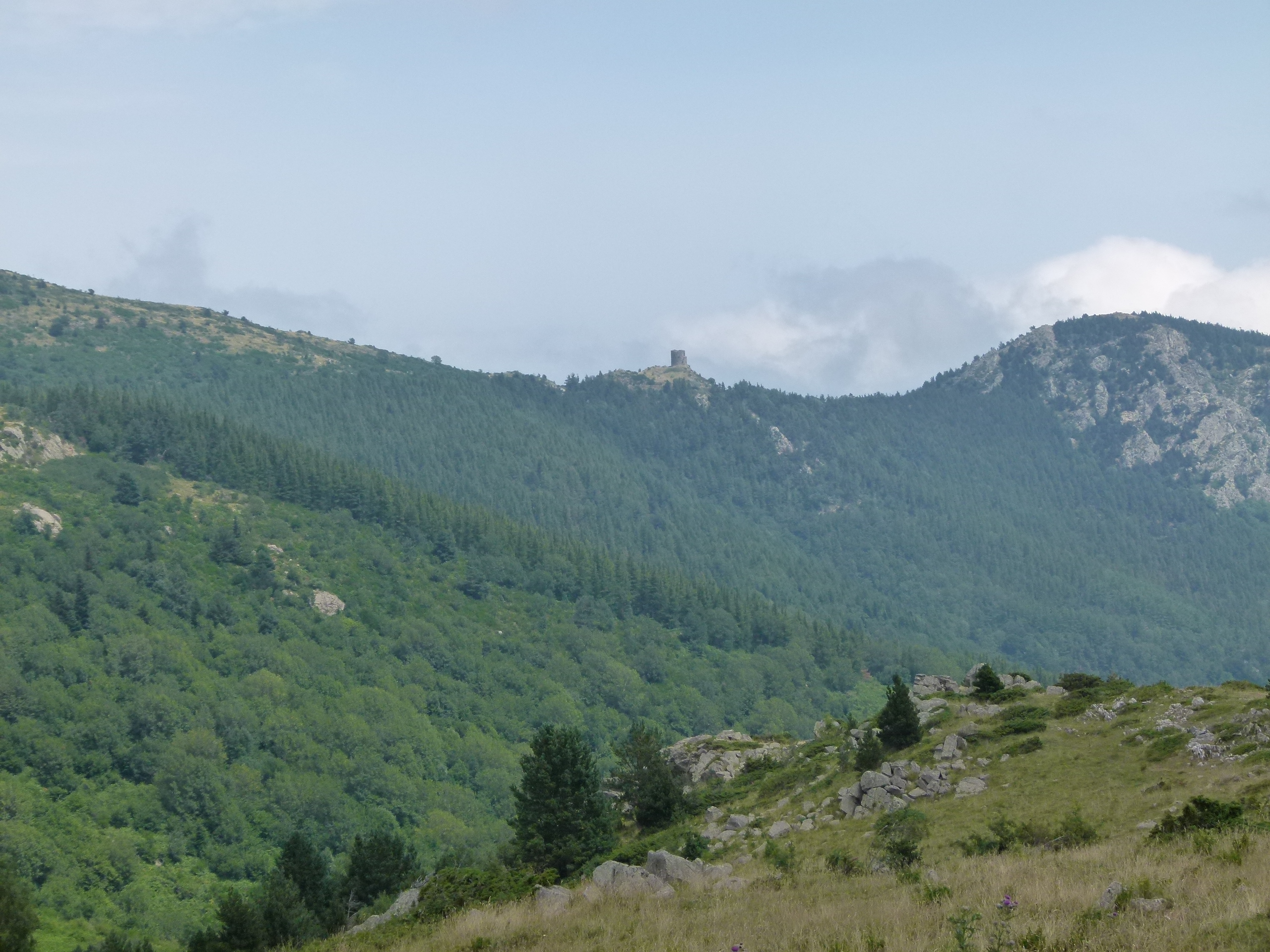
Torre de Batera. Panorama des del coll de la Descarga
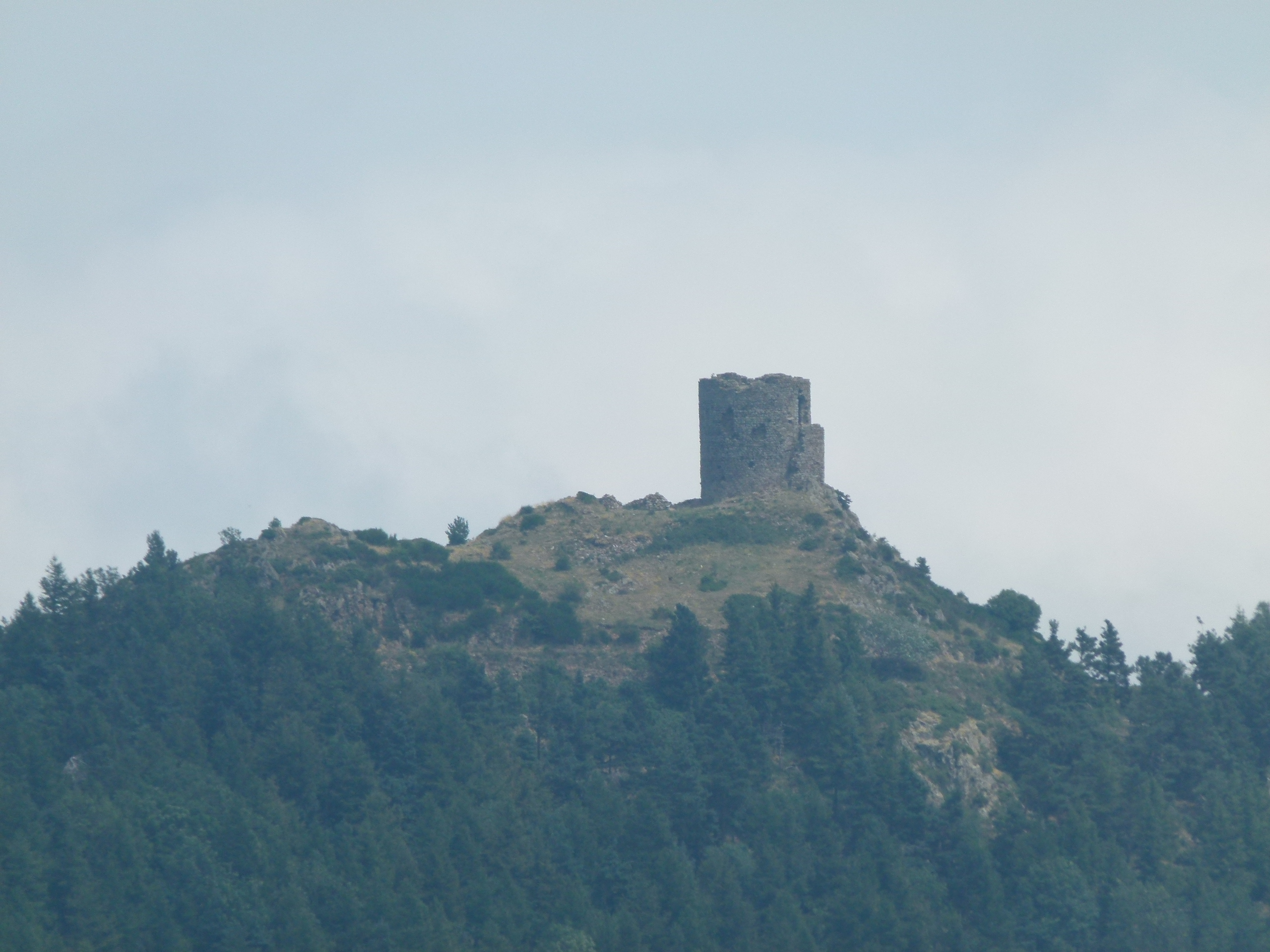
Torre de Batera zoom des del coll de la Descarga